# Gruppa A 1939
L'edizione 1939 della Gruppa A fu la 5ª del massimo campionato sovietico di calcio e fu vinto dallo Spartak Mosca, giunto al suo terzo titolo.
Capocannoniere del torneo fu Grigorij Fedotov (CDKA Mosca), con 21 reti.

## Formula
L'intero impianto del campionato sovietico fu nuovamente riformato e dopo l'esperimento della stagione precedente in cui tutte le squadre erano inserite in un girone e in una categoria unica, si passò a due livelli.
In questo modo, i club partecipanti scesero a 14 partecipanti; essi si incontrarono tra di loro in gare di andata e ritorno, per un totale di 26 giornate: il sistema prevedeva due punti per la vittoria, uno per il pareggio e zero per la sconfitta.
Erano previste 2 retrocessioni in Gruppa B al termine della stagione.

## Squadre partecipanti
| Squadra                | Repubblica    | Città       | Stagione precedente |
| ---------------------- | ------------- | ----------- | ------------------- |
| CDKA Mosca             | RSFS Russa    | Mosca       | 2° in Gruppa A      |
| Dinamo Kiev            | RSS Ucraina   | Kiev        | 4° in Gruppa A      |
| Dinamo Leningrado      | RSFS Russa    | Leningrado  | 7° in Gruppa A      |
| Dinamo Mosca           | RSFS Russa    | Mosca       | 5° in Gruppa A      |
| Dinamo Odessa          | RSS Ucraina   | Odessa      | 10° in Gruppa A     |
| Dinamo Tbilisi         | RSS Georgiana | Tbilisi     | 6° in Gruppa A      |
| Elektrosila Leningrado | RSFS Russa    | Leningrado  | 13° in Gruppa A     |
| Lokomotiv Mosca        | RSFS Russa    | Mosca       | 8° in Gruppa A      |
| Metallurg Mosca        | RSFS Russa    | Mosca       | 3° in Gruppa A      |
| Spartak Mosca          | RSFS Russa    | Mosca       | Campione sovietico  |
| Stachanovec Stalino    | RSS Ucraina   | Stalino     | 11° in Gruppa A     |
| Stalinec Leningrado    | RSFS Russa    | Leningrado  | 14° in Gruppa A     |
| Torpedo Mosca          | RSFS Russa    | Mosca       | 9° in Gruppa A      |
| Traktor Stalingrado    | RSFS Russa    | Stalingrado | 12° in Gruppa A     |

## Classifica finale
|                             | Pos. | Squadra             | Pt | G  | V  | N  | P  | GF | GS | DR  |
| --------------------------- | ---- | ------------------- | -- | -- | -- | -- | -- | -- | -- | --- |
| Unione Sovietica (bandiera) | 1.   | Spartak Mosca       | 37 | 26 | 14 | 9  | 3  | 58 | 23 | +35 |
|                             | 2.   | Dinamo Tbilisi      | 33 | 26 | 14 | 5  | 7  | 60 | 41 | +19 |
|                             | 3.   | CDKA Mosca          | 32 | 26 | 14 | 4  | 8  | 68 | 43 | +25 |
|                             | 4.   | Traktor Stalingrado | 30 | 26 | 13 | 4  | 9  | 50 | 39 | +11 |
|                             | 5.   | Lokomotiv Mosca     | 30 | 26 | 12 | 6  | 8  | 42 | 39 | +3  |
|                             | 6.   | Metallurg Mosca     | 29 | 26 | 12 | 5  | 9  | 53 | 50 | +3  |
|                             | 7.   | Dinamo Mosca        | 28 | 26 | 12 | 4  | 10 | 60 | 46 | +14 |
|                             | 8.   | Dinamo Kiev         | 26 | 26 | 9  | 8  | 9  | 39 | 44 | -5  |
|                             | 9.   | Torpedo Mosca       | 23 | 26 | 8  | 7  | 11 | 51 | 51 | +0  |
|                             | 10.  | Dinamo Leningrado   | 22 | 26 | 8  | 6  | 12 | 41 | 56 | -14 |
|                             | 11.  | Stalinec Leningrado | 21 | 26 | 7  | 7  | 12 | 30 | 46 | -16 |
|                             | 12.  | Stachanovec Stalino | 20 | 26 | 5  | 10 | 11 | 40 | 55 | -15 |
|                             | 13.  | Elektrik Leningrado | 17 | 26 | 6  | 5  | 15 | 32 | 49 | -17 |
|                             | 14.  | Dinamo Odessa       | 16 | 26 | 7  | 2  | 17 | 25 | 67 | -42 |

### Verdetti
- Spartak Mosca Campione dell'Unione Sovietica 1939.
- Dinamo Odessa e Elektrosila Leningrado retrocessi in Gruppa B.

## Risultati
|                     | SpM | DiT | CDKA | TrS | LoM | MeM | DiM | DiK | ToM | DiL | StL | StS | Ele | DiO |
| Spartak Mosca       |     | 3:0 | 0:1  | 3:1 | 2:0 | 0:1 | 0:0 | 3:1 | 2:2 | 2:0 | 4:0 | 5:0 | 3:1 | 8:0 |
| Dinamo Tbilisi      | 0:0 |     | 2:1  | 1:1 | 3:0 | 3:1 | 4:1 | 2:2 | 3:0 | 4:1 | 3:1 | 3:2 | 0:1 | 1:0 |
| CDKA Mosca          | 0:1 | 4:5 |      | 2:0 | 3:0 | 6:1 | 6:2 | 0:2 | 2:2 | 2:2 | 3:1 | 2:2 | 6:1 | 3:2 |
| Traktor Stalingrado | 3:1 | 2:2 | 2:4  |     | 1:1 | 0:2 | 3:1 | 2:3 | 3:2 | 2:0 | 0:1 | 3:0 | 1:0 | 6:0 |
| Lokomotiv Mosca     | 2:2 | 3:1 | 1:0  | 1:4 |     | 4:3 | 1:6 | 1:2 | 4:0 | 1:1 | 0:0 | 2:2 | 2:0 | 2:0 |
| Metallurg Mosca     | 3:3 | 0:3 | 2:3  | 1:1 | 2:1 |     | 3:4 | 4:1 | 4:3 | 1:2 | 3:0 | 3:2 | 3:2 | 6:2 |
| Dinamo Mosca        | 1:1 | 3:2 | 4:1  | 2:3 | 0:1 | 2:0 |     | 2:1 | 4:1 | 1:3 | 4:2 | 1:2 | 1:1 | 5:1 |
| Dinamo Kiev         | 2:2 | 3:2 | 1:1  | 0:2 | 2:1 | 2:2 | 3:1 |     | 0:2 | 4:5 | 0:0 | 1:1 | 1:0 | 2:1 |
| Torpedo Mosca       | 1:3 | 0:1 | 4:3  | 4:1 | 0:1 | 1:1 | 2:2 | 2:1 |     | 4:1 | 3:1 | 2:2 | 4:0 | 0:1 |
| Dinamo Leningrado   | 1:3 | 3:2 | 3:7  | 2:1 | 1:2 | 1:0 | 0:3 | 1:1 | 5:3 |     | 1:2 | 2:2 | 2:2 | 3:2 |
| Stalinec Leningrado | 1:4 | 2:2 | 1:5  | 3:0 | 2:2 | 0:1 | 1:0 | 1:1 | 1:5 | 2:0 |     | 1:1 | 3:0 | 2:0 |
| Stachanovec Stalino | 1:1 | 2:4 | 0:2  | 2:3 | 1:2 | 2:3 | 1:3 | 3:1 | 3:3 | 1:1 | 1:0 |     | 2:1 | 0:2 |
| Electrosila         | 1:2 | 2:5 | 2:0  | 0:2 | 0:3 | 1:2 | 3:1 | 1:2 | 0:0 | 1:0 | 2:2 | 2:2 |     | 6:0 |
| Dinamo Odessa       | 0:0 | 3:2 | 0:1  | 1:3 | 1:4 | 1:1 | 0:6 | 2:0 | 2:1 | 1:0 | 1:0 | 2:3 | 0:2 |     |